# Roman Hahun
Roman Valentynovyč Hahun (in ucraino Роман Валентинович Гагун?; Šepetivka, 16 luglio 1993) è un calciatore ucraino, difensore del Kudrivka.

## Carriera
Cresciuto nel settore giovanile dell'Olimpik Donec'k, nel 2013 viene acquistato dall'Hoverla, senza disputare alcun incontro ufficiale. L'anno successivo passa ai georgiani dell'Odishi Zugdidi. Dopo tre stagioni trascorse nella seconda divisione locale, nel febbraio 2017 torna in patria tra le file dell'Ahrobiznes Voločys'k. Con la squadra ottiene una doppia promozione dalla quarta divisione dilettantistica alla seconda divisione. Nell'ottobre 2020 si trasferisce al Ruch L'viv, con cui esordisce in Prem"jer-liha il 25 ottobre 2020, in occasione dell'incontro perso per 4-0 contro lo Zorja. Nel febbraio 2022, dopo aver totalizzato 23 presenze con la maglia del Rukh, rimane svincolato. Nell'estate successiva si accasa al Veres Rivne, sempre nella massima serie ucraina.

## Statistiche

### Presenze e reti nei club
Statistiche aggiornate al 3 settembre 2022.
| Stagione                    | Squadra                     | Campionato                  | Campionato | Campionato | Coppe nazionali | Coppe nazionali | Coppe nazionali | Coppe continentali | Coppe continentali | Coppe continentali | Altre coppe | Altre coppe | Altre coppe | Totale | Totale |
| Stagione                    | Squadra                     | Comp                        | Pres       | Reti       | Comp            | Pres            | Reti            | Comp               | Pres               | Reti               | Comp        | Pres        | Reti        | Pres   | Reti   |
| --------------------------- | --------------------------- | --------------------------- | ---------- | ---------- | --------------- | --------------- | --------------- | ------------------ | ------------------ | ------------------ | ----------- | ----------- | ----------- | ------ | ------ |
| 2014-2015                   | Odishi Zugdidi              | 1L                          | 33         | 0          | CG              | 0               | 0               |                    | -                  | -                  |             | -           | -           | 33     | 0      |
| 2015-2016                   | Odishi Zugdidi              | 1L                          | 30         | 0          | CG              | 0               | 0               |                    | -                  | -                  |             | -           | -           | 30     | 0      |
| 2016                        | Odishi Zugdidi              | 1L                          | 16         | 0          | CG              | 2               | 0               |                    | -                  | -                  |             | -           | -           | 18     | 0      |
| Totale Odishi Zugdidi       | Totale Odishi Zugdidi       | Totale Odishi Zugdidi       | 79         | 0          |                 | 2               | 0               |                    | -                  | -                  |             | -           | -           | 81     | 0      |
| feb.-giu. 2017              | Ahrobiznes Voločys'k        | 3L                          | ?          | ?          |                 | -               | -               |                    | -                  | -                  |             | -           | -           | ?      | ?      |
| 2017-2018                   | Ahrobiznes Voločys'k        | 2L                          | 26         | 0          | CU              | 3               | 0               |                    | -                  | -                  |             | -           | -           | 29     | 0      |
| 2018-2019                   | Ahrobiznes Voločys'k        | 1L                          | 23+2       | 0          | CU              | 1               | 0               |                    | -                  | -                  |             | -           | -           | 26     | 0      |
| 2019-2020                   | Ahrobiznes Voločys'k        | 1L                          | 29         | 0          | CU              | 0               | 0               |                    | -                  | -                  |             | -           | -           | 29     | 0      |
| set.-ott. 2020              | Ahrobiznes Voločys'k        | 1L                          | 4          | 2          | CU              | 2               | 0               |                    | -                  | -                  |             | -           | -           | 6      | 2      |
| Totale Ahrobiznes Voločys'k | Totale Ahrobiznes Voločys'k | Totale Ahrobiznes Voločys'k | 82+2+      | 2+0+       |                 | 6               | 0               |                    | -                  | -                  |             | -           | -           | 90+    | 2+     |
| ott. 2020-2021              | Ruch L'viv                  | PL                          | 15         | 0          | CU              | -               | -               |                    | -                  | -                  |             | -           | -           | 15     | 0      |
| 2021-feb. 2022              | Ruch L'viv                  | PL                          | 7          | 0          | CU              | 1               | 0               |                    | -                  | -                  |             | -           | -           | 8      | 0      |
| Totale Ruch L'viv           | Totale Ruch L'viv           | Totale Ruch L'viv           | 22         | 0          |                 | 1               | 0               |                    | -                  | -                  |             | -           | -           | 23     | 0      |
| 2022-2023                   | Veres Rivne                 | PL                          | 3          | 0          |                 | -               | -               |                    | -                  | -                  |             | -           | -           | 3      | 0      |
| Totale carriera             | Totale carriera             | Totale carriera             | 188+       | 2+         |                 | 9               | 0               |                    | -                  | -                  |             | -           | -           | 197+   | 2+     |

## Palmarès

### Club

#### Competizioni nazionali
- Druha Liha: 1

Ahrobiznes Voločys'k: 2017-2018 (gruppo A)